# Cholécystokinine
Pour les articles homonymes, voir CCK.

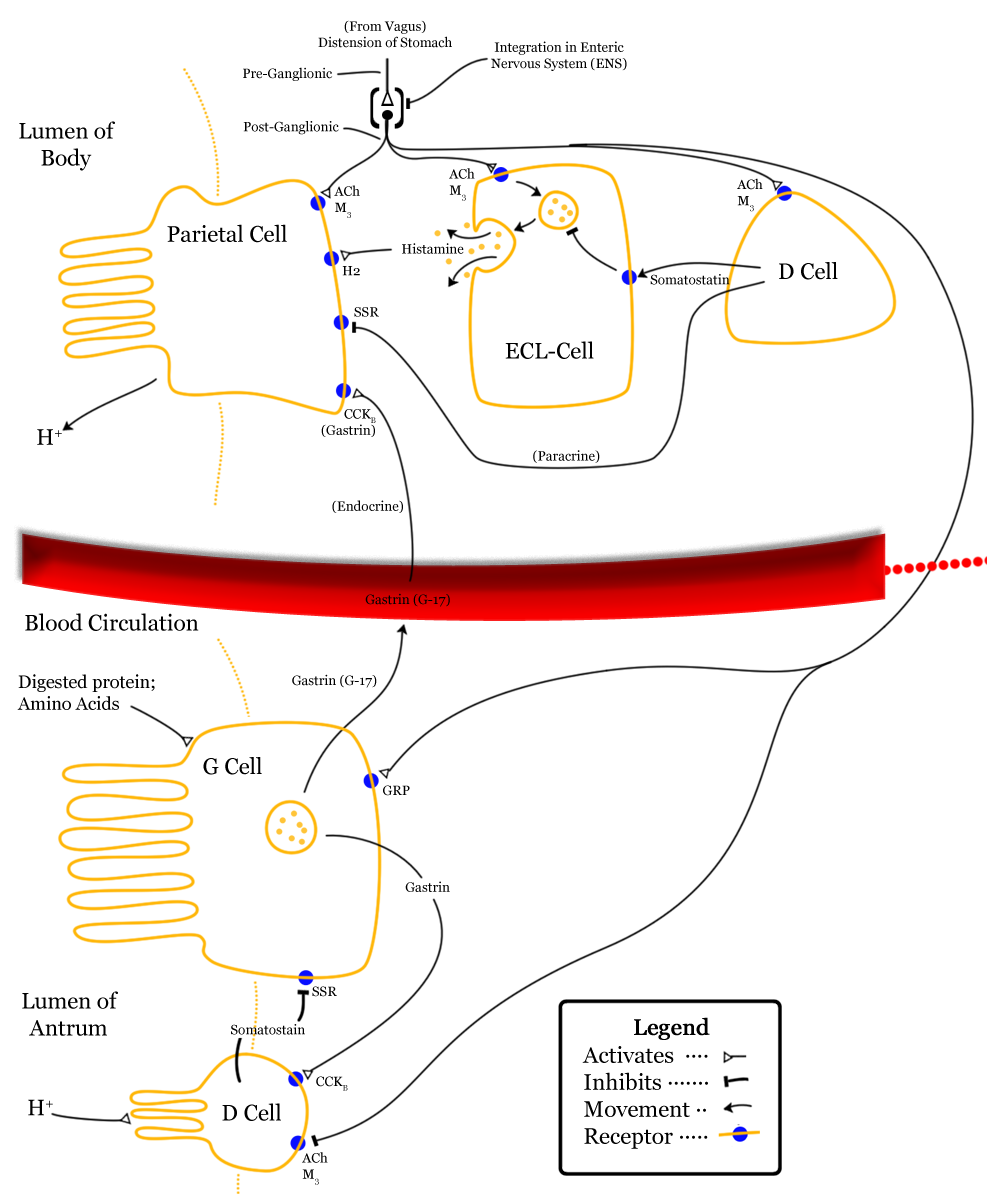
Contrôle de la sécrétion acide de l'estomac - Cholécystokinine = CCK

La cholécystokinine (CCK) est une hormone peptidique gastro-intestinale sécrétée par la muqueuse du duodénum (premier segment de l'intestin grêle) et relarguée dans la circulation sanguine. Elle porte aussi le nom de pancréozymine, d'où le nom de CCK-PZ. Son gène est le CKK situé sur le chromosome 3 humain. Identifiée pour la première fois en 2002 par une équipe britannique de l'Imperial College de Londres, elle est depuis largement étudiée pour son rôle de répresseur de l'appétit et d'inducteur de la satiété.
L'arrivée de lipides et de peptides (protéines) dans l'intestin est le stimulus qui déclenche sa sécrétion. Elle va entraîner la libération d'enzymes par le pancréas et de bile par la vésicule biliaire. Elle a également une action anorexigène et une action sur la sensation de la douleur.

## Structure
La cholécystokinine est un polypeptide composé d'un nombre variable d'acides aminés (4, 8 ou 33). Les cholécystokinines correspondantes s'appellent respectivement CCK4, CCK8 et CCK33. Elle a pour précurseur la pré-procholécystokinine (composée de 115 acides aminés). 
Elle est très similaire dans sa structure à la gastrine, une autre hormone gastro-intestinale. Les cinq derniers acides aminés C-terminaux sont les mêmes que ceux de la gastrine.

## Fonction
Elle agit en tant que médiateur dans plusieurs procédés physiologiques, comprenant la digestion et le phénomène de satiété. 

### Digestion
La cholécystokinine est sécrétée par les cellules de la muqueuse duodénale quand des lipides et des protéines quittent l'estomac et entrent dans le duodénum. L'hormone agit sur le pancréas pour stimuler la sécrétion d'un suc riche en enzymes digestives (comprenant le trypsinogène, le chymotrypsinogène (qui sont convertis respectivement en trypsine et chymotrypsine dans le duodénum), l'amylase et la lipase). L'ensemble de ces enzymes digestives pancréatiques catalysent la digestion des lipides, des protéines et des glucides.
Elle entraîne également une augmentation de la production de bile, stimule la contraction de la vésicule biliaire et le relâchement du sphincter d'Oddi, ayant ainsi pour résultat la libération de bile dans la partie duodénale de l'intestin grêle. La bile forme alors des micelles (émulsion) permettant la digestion des graisses et leur absorption par les cellules de la muqueuse de l'intestin.
Cette hormone agit également de concert avec la somatostatine pour inhiber 
1 - l'ouverture du pylore (donc la vidange gastrique dans le duodénum)
2 - L'acidité de l'estomac par certains intermédiaires.

### Neurobiologie

#### Satiété
Comme un neuropeptide, la cholécystokinine agit en médiateur de la satiété en agissant sur les récepteurs de la cholécystokinine, récepteurs qui sont largement présents à travers tout le système nerveux central. Chez les êtres humains, l'administration de cholécystokinine entraîne nausées, anxiété, et diminue faiblement le désir de manger,.
Les effets de la cholécystokinine varient entre les individus. Par exemple, chez les rats, l'administration de cholécystokinine réduit significativement la faim chez les jeunes mâles, mais est moins efficace chez les sujets plus vieux, et encore moins efficace chez les femelles. Les effets anorexigènes de la cholécystokinine diminuent aussi chez les rats obèses.

#### Douleur
Elle agit également dans la modulation de la perception douloureuse et pourrait intervenir dans le développement de la tolérance à la morphine. En effet, elle inhibe les effets antalgiques des opioïdes et ses antagonistes (ex : proglumide (en)) les renforcent,.
Des recherches sur l'effet nocebo suggèrent que la cholécystokinine est un médiateur de l'hyperalgésie nocebo